# Karol Lidl (prawnik)
Karol Lidl (ur. ok. 1832, zm. 9 grudnia 1886 we Lwowie) – prawnik.

## Życiorys
Wywodził się z rodziny pochodzenia niemieckiego, przybyłej na obszar Galicji w okresie absolutyzmu. Urodził się około 1832. Był synem Karola (urzędnik magistratu we Lwowie) i Joanny z domu Dembowskiej wzgl. Dębowskiej (1808-1891, zmarła w Sanoku). Był starszym bratem  i Emilii (ur. ok. 1837, żona Franciszka Żeleskiego, zm. 1904) i Jana (c. k. urzędnik, wiceprezydent Namiestnictwa Galicji, ur. ok. 1839, zm. 1921).
Wstąpił do służby sądowniczej Cesarstwa Austrii (od 1867 Austro-Węgier) w okresie zaboru austriackiego. Jako auskultant C. K. Wyższego Sądu Krajowego we Lwowie od około 1856 do około 1858 był przydzielony do C. K. Sądu Krajowego we Lwowie. Od około 1858 do około 1864 był adiunktem sądowym C. K. Sądu Krajowego we Lwowie. Następnie w randze sekretarza radcowskiego od około 1864 był substytutem prokuratora w C. K. Prokuraturze w Stanisławowie, od około 1865 substytutem prokuratora w C. K. Prokuraturze we Lwowie. Od około 1867 do około 1870 w randze sekretarza radcowskiego wyższego sądu krajowego był zastępcą nadprokuratora w C. K. Nadprokuraturze we Lwowie (od około 1868 z tytułem i charakterem radcy sądu krajowego).
Od około 1870 do około 1876 był radcą w C. K. Sądzie Krajowym we Lwowie, gdzie od około 1873 pełnił funkcje dyrektora kancelarii i członka komisji stałej dla spraw osobowych. Równolegle, od około 1869 do około 1871 był prowizorycznym inspektorem Zakładzie Karnym dla Kobiet u św. Maryi Magdaleny we Lwowie. Od około 1876 do około 1879 był prokuratorem C. K. Prokuratorii Państwa we Lwowie, od około 1878 z tytułem radcy sądu krajowego wyższego. Jednocześnie, około 1876/1877 był komisarzem domu C. K. Zarządu Domu Karnego we Lwowie oraz od około 1876 do około 1879 komisarzem domu Zakładu Karnego dla Kobiet u św. Maryi Magdaleny we Lwowie. 
Od około 1879 do około 1885 sprawował stanowisko wiceprezydenta C. K. Sądu Krajowego we Lwowie. Tam pełnił funkcję kierownika sądu karnego. Od około 1885 do około 1886 sprawował stanowisko wiceprezydenta C. K. Wyższego Sądu Krajowego we Lwowie (prezydentem był Józef Schenk). W tych latach jednocześnie pełnił funkcję wiceprezydenta C. K. Sądu Wyższego w Sprawach Dochodów Skarbowych (prezydentem był Józef Schenk).
Działał w Towarzystwie Prawniczym i przyczynił się do jego rozwoju, a także udzielał się w życiu towarzyskim miasta Lwowa. W 1880 został odznaczony Orderem Korony Żelaznej III klasy. Bracia Jan i Karol Lidlowie (obaj kawalerowie Orderu Korony Żelaznej) zostali wyniesieni do stanu szlacheckiego rycerskiego cesarskim dyplomem z 13 kwietnia 1881.
Zamieszkiwał we Lwowie przy placu Bernardyńskim 7. Pod koniec życia dłuższy czas chorował na tzw. latające zapalenie płuc. Zmarł 9 grudnia 1886 we Lwowie w wieku 54 lat. Jego pogrzeb odbył się 11 grudnia 1886. Został pochowany na Cmentarzu Łyczakowskim we Lwowie.